# Temnaspis bengalensis
Temnaspis bengalensis es una especie de coleóptero de la familia Megalopodidae.

## Distribución geográfica
Habita en Bengala (India).